# 데게네리아속
데게네리아속(degeneria屬, 학명: Degeneria 데게네리아[*])은 목련목의 단형 과인 데게네리아과(degeneria科, 학명: Degeneriaceae 데게네리아케아이[*])에 속하는 유일한 속이다.
나무 2종이 피지에 분포한다.

## 이름
속명 "데게네리아"는 미국의 식물학자 오토 데기너(Otto Degener)의 이름을 따 지어졌다.

## 하위 분류
- D. roseiflora John M.Mill.
- D. vitiensis L.W.Bailey & A.C.Sm.

## 계통 분류
2016년 APG IV 분류 체계에서는 데게네리아과를 목련군 목련목 아래에 분류하며, 이는 2009년 APG III 분류 체계, 2003년 APG II 분류 체계 및 1998년 APG 분류 체계의 분류와 동일하다.